# 阿波電気軌道

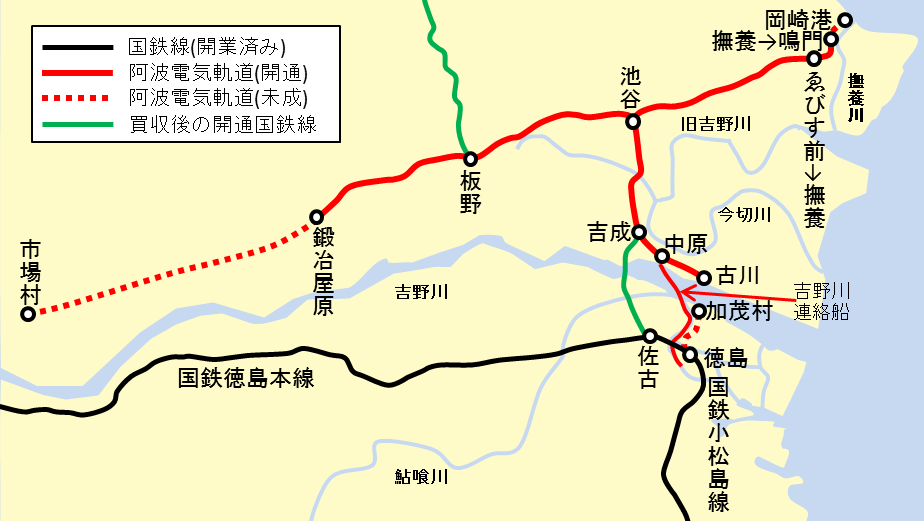
阿波電気軌道の開通線と未成線の路線図、周辺の国鉄線を含む、国鉄による買収後、緑線の区間が建設されて高徳線が全通し、残りの区間が鳴門線、鍛冶屋原線となって、吉成-古川は廃止となった

阿波電気軌道（あわでんききどう）は、徳島県徳島市と板野郡撫養町（現在の鳴門市撫養町）を結ぶため建設された鉄道路線およびその運営会社である。後に阿波鉄道（あわてつどう）に改称され、国有化により現在の四国旅客鉄道（JR四国）高徳線の一部及び鳴門線、鍛冶屋原線（1972年廃止）となる。当初計画していた電化はされず動力は蒸気で終始し、徳島市への乗入れも徳島市内の用地買収難と吉野川に架橋が不可能で船舶による連絡（吉野川連絡船）であった。

## 歴史

### 阿波電気軌道
徳島市と板野郡撫養町を結ぶ鉄道構想は、1908年（明治41年）撫養町の手塚尉平ら有志によりすすめられ、1911年（明治44年）6月、電車による敷設免許の申請がおこなわれ手塚および川島町の後藤田千一ら17名の発起人に対し12月23日免許状が下付された。その後、1912年（大正元年）11月に阿波電気軌道（資本金40万円）を設立。社長には後藤田が就任し、手塚尉平は支配人となる。
徳島と撫養の経路は別宮川（吉野川）を挟んで徳島市出来島町字本町から名東郡加茂村上助任までと板野郡応神村大字古川村から撫養町大字南浜村字東浜文明橋西詰までの2線とし、上助任から古川間は別宮川（吉野川）を連絡船で結ぶ計画であった。各所の橋のほとんどが木橋でレールも38ポンドまたは25ポンドの軽いものを使用することして、1914年（大正3年）10月に着工した。
しかし文明橋西詰では付近に塩田があり業者の反対があったため暫定措置として南浜字権現に撫養駅（初代）を設置することとなり、徳島市出来島町字本町-名東郡加茂村上助任間も市街地のため買収交渉が難航し測量もできなかった。このため連絡船の経路を応神村中原から別宮川を渡り新町川をへて徳島市内に至る航路に変更した。
さらに電力供給を予定していた徳島水力電気の発電能力には余裕が無いことが判明。自前で火力発電所を建設するには費用がかかりすぎるため当面の間だけの方針で蒸気鉄道に変更することとした。また軌間も当初1435mmとしていたが国鉄と同じ1067mmに変更した。総工費は約62万円となりこうした苦労の末1916年（大正5年）7月撫養（初代）- 古川が開通した。開通時は1日8往復所要時間は撫養- 古川間を45分、中原-富田橋を45分であった。なお時刻表などでは阿波軌道と称されていた。
また撫養-古川間の計画に続いて鍛冶屋原方面の支線も計画した。1913年（大正2年）8月に板野郡堀江村 - 同郡板西町間の免許状が下付され、続いて1914年（大正3年）4月に板野郡板西村 - 同郡松島村間の免許状が下付された。ところがその後別会社で建設することに変更され、上板軽便鉄道を設立（1916年設立、資本金20万円、本社は阿波電気軌道本社内）。再度免許の申請をし免許状が下付されたが、再度阿波電気軌道が建設することに方針を転換し、免許の再々申請を経て1919年（大正8年）に着工。1920年には建設事業について旧土地収用法（戦後の土地収用法とは異なる）の適用を受けた。
しかしこの建設には大小11の河川がありその架橋や天井川のトンネルなど多額の工事費と第一次大戦後の物価高騰などで建設資金が不足し、1921年（大正10年）阿波郡土成村出身の代議士松島肇から20万円、関西貯蓄銀行から26万円の融資を受けるなどして1923年（大正12年）2月上板線（池谷 - 鍛冶屋原間）が開業した。ところが開業直後に池谷駅構内で列車事故による死傷者が発生した。旧正月で大麻比古神社への参詣客を満載しており被害を大きくした。この事故は阿波電気軌道には大きな痛手となった。さらに上板線の総工費約80万円は阿波電気軌道の経営を圧迫。工事中から土地買収代金の支払を遅延しており、さらに8月には機関士の賃金未払いもあり、ついに1924年（大正13年）従業員が会社を占拠し、経営陣に代わり運行する事態となった。

### 阿波鉄道 - 安田保善社による経営
このころの阿波電気軌道は、鉄道財団抵当借入金約40万円、支払手形約50万円という多額の負債をかかえていた。一方融資をしていた関西銀行（旧関西貯蓄銀行）は経営危機により安田保善社が救済中であって、この鉄道の経営にもかかわるようになる。1925年（大正14年）8月の株主総会において優先株913,000円の増資をおうこなうこととし経営陣を一新、安田より関西銀行に派遣されていた池田真秸が社長、ほかに3名が役員となった。11月に池田は四国銀行（頭取安田善兵衛）常務取締役に就任したので社長兼任のまま高知に移り代わりに吉原政智が支配人として派遣された。1926年（大正15年）5月に阿波鉄道に社名変更した。
1925年（大正14年）12月から列車運行は大きく減便された。中原 - 古川間を1日2往復へ、上板線も鍛冶屋原まで9往復から6往復へ、撫養 - 中原間及び連絡船も16往復から11往復に削減した。これにより石炭消費量は以前より1/2以下の1日当たり1700斤に節減することができた。一方県から木製橋脚の腐朽、レールの亀裂、橋台の沈下など7つの改善命令が出されていたため、鉄製橋へ架け替え、レールの交換さらに車両も修繕した。そして工事が中止となっていた撫養から岡崎港までの工事を再開することとした。しかし、岡崎港まで用地買収難のため建設できず、1928年（昭和3年）1月18日 まで0.97km延長し撫養駅（2代。現在の鳴門駅）を設置。初代撫養駅はゑびす前駅と改称した。そして撫養駅より岡崎桟橋までの乗合自動車線（岡崎線）の運行開始と中原-古川間を定期運行にし、古川駅より完成したばかりの古川橋を渡り徳島駅前を経由して新町橋に至る乗合自動車線（古川線）の運行を開始した。これは撫養町より岡崎、徳島駅前までの路線を運行していた撫養自動車に対抗するためであった。これより撫養川を発着する船舶との連絡が便利となり利用客は増加した。夏期には新町橋から津田、沖洲海水浴場まで2隻の巡航船で旅客を輸送しさらに2隻を借りて運行するなど好評を博した。
ところが1929年（昭和4年）に下板自動車が徳島-加賀須野（川内村）の乗合自動車路線を開業させその後大津村まで延長したため、旅客争奪戦はいっそう激しくなり運賃値下げ競争もおこなわれた。そのうえ不況の中であり阿波鉄道の経営は悪化していった。1929年には工事を中断し、竣功期限延期申請をしていた徳島市出来島町-加茂村間、撫養-阿波岡崎間、松島村-市場町間が敷設免許を取り消された。1930年（昭和5年）6月徳島市営バスに古川-徳島駅間のバス路線（古川線）を譲り、しばらくして岡崎線も廃止した。そして赤字を補填していた政府補助金も1933年（昭和8年）2月に10年間の満期を迎えることになった。

### 国有化
1932年（昭和7年）4月に鉄道省は、高徳線引田駅 - 阿波大寺駅（現在の板野駅）間、吉成駅 - 佐古駅間の工事に着手。続いて7月、吉野川鉄橋工事にも着手した。これに伴い、阿波鉄道の買収が協議されることとなった。しかし、鉄道省の買収案は建設費の半額、連絡船事業は買収しないというものであった。これを聞いた株主たちは会社に再交渉を要求し、再度交渉を続けた。しかし、鉄道省も買収できなければ新たに路線を敷くまでと態度は強硬であった。それでも連絡船事業は買収し、建設費の半額で買収するところまでは譲歩した。そこで株主総会で社長の池田は「債務弁済を優先し勧業銀行に約15万円、中国鉄道に50万円を弁済。四国銀行借入金42万7900円は同行と当社の間の特殊な関係を持続しているので9万6122円35銭を弁済しのこり33万1777円65銭を減額を要請、さらに残額のうち1万円を従業員解散手当、会社清算費用に、9万6976円50銭を株式買い上げ費用（1株あたり3円97銭）にする」と説明した。この案に対し創業時からかかわっていた手塚尉平は反対したが。大勢の株主達はこのまま赤字の鉄道の経営をつづけても将来性はないとして買収やむなしという意見に傾いていった。そこで池田は「勧業銀行と四国銀行とは減額交渉を続け1株7円で買上る」と説明し株主の賛同をえることができた。
1933年（昭和8年）第64回帝国議会では「両備鉄道ほか4鉄道買収に関する法律案」が政府から提出された。政府の買収理由は、「阿波鉄道は吉成 - 撫養間及び池谷 - 阿波大寺間が現在建設中の高徳線に併行することからこれを改築するために買収する必要がある。阿波大寺 - 鍛冶屋原間及び吉成 - 古川間は短小区間であることから営業を継続することが困難であるから一緒に買収する。連絡船も鉄道の補助機関として必要であるから併せて買収する」と説明した。法案は可決され買収されることになった。価額は95万7200円（公債交付額）。これは最終年度末建設費及び他事業興業費等の合計177万9395円の54%であった。こうして鉄道施設および連絡船施設、そして従業員110人のほとんどが引継がれ、阿波鉄道は解散した。なお引継後全面的な改修工事を施すことになり、レールの交換、急カーブ個所の補正、鉄橋の交換、駅舎の改修、池谷駅の移転がおこなわれた。

### 年表
- 1911年（明治44年）12月23日 阿波電気軌道に対し鉄道免許状下付（徳島-加茂、応神-撫養間、動力電気、軌間1435mm）[40]
- 1912年（大正元年）
  - 11月1日 阿波電気鉄道株式会社設立[41][34][42]
  - 12月24日 軌間を1067mmに変更することを許可[34]
- 1913年（大正2年）8月16日 鉄道免許状下付（板野郡堀江村-同郡板西町間 動力電気、軌間1067mm）[43]
- 1914年（大正3年）
  - 4月24日 鉄道免許状下付（板野郡板西村-同郡松島村間 動力蒸気、軌間1067mm）[44]
  - 6月12日 動力を蒸気にすることを許可[34]
  - 9月15日 免許取消（板野郡堀江村-同郡松島村間 会社の申請の為）、上板軽便鉄道（発起人後藤田千一）に対し鉄道免許状下付（板野郡堀江村-同郡松島村間）[45]
- 1916年（大正5年）7月1日 古川 - 撫養（後のゑびす前）間（8哩57鎖[46]）を開業[47]。
- 1917年（大正6年）
  - 5月24日 上板軽便鉄道起業目論見変更（板野郡堀江村-同郡松阪村間）[48]
  - 10月25日 上板軽便鉄道鉄道免許失効（板野郡堀江村-同郡松阪村間 指定ノ期限内ニ工事施工認可申請ヲ為ササルタメ）[49]
- 1918年（大正7年）3月2日 鉄道免許状下付（板野郡堀江村-同郡松島村間）[50]
- 1919年（大正8年）4月19日 鉄道免許状下付（板野郡松島村-阿波郡市場町間）[51]
- 1923年（大正12年）
  - 2月15日 池谷 - 鍛冶屋原間（8哩34鎖[52]）が開業[53]
  - 2月19日 池谷駅構内で大麻比古神社参詣客満載の撫養発鍛冶屋原方面行きの客車が脱線転覆。5人死亡、重傷者9名[11]
- 1926年（大正15年）5月10日 阿波鉄道に社名変更[54]。
- 1928年（昭和3年）1月18日 ゑびす前（撫養初代）-撫養（2代）間（0.97km）を開業[55]
- 1929年（昭和4年）5月20日 鉄道免許取消（明治44年12月23日免許 徳島市出来島町-名東郡加茂村間、板野郡撫養町内（撫養-阿波岡崎間）大正8年4月19日免許板野郡松島村-阿波郡市場町間 指定ノ期限マテニ工事竣功セサルタメ）[56]
- 1933年（昭和8年）7月1日 阿波鉄道の古川 - 撫養（現在の鳴門）間、池谷 - 鍛冶屋原間（28.55km[57]）が国有化され、阿波線となる[58]。

国有化以降の歴史は高徳線#歴史、鳴門線#歴史、鍛冶屋原線#歴史を参照

## 駅一覧
| 名称                  | 駅間距離（km） | 所在地             | 設置日        | 備考                                                                           |
| --------------------- | -------------- | ------------------ | ------------- | ------------------------------------------------------------------------------ |
| 撫養（2代）           |                | 板野郡撫養町齋田   | 1928年1月18日 | 現鳴門。1970年移転                                                             |
| 撫養（初代）→ゑびす前 | 1.0            | 板野郡撫養町南浜   | 1916年7月1日  | 1928年1月18日ゑびす前に改称。国有化後蛭子前→撫養（3代）                        |
| 金比羅前              | 1.5            | 同郡同町木津       | 1916年7月1日  |                                                                                |
| 天理教会前→教会前     | 0.8            | 同郡同町木津       | 1924年1月11日 |                                                                                |
| 立道                  | 1.9            | 板野郡堀江村姫田   | 1916年7月1日  |                                                                                |
| 池谷                  | 2.5            | 同郡同村池谷       | 1916年7月1日  | 1935年3月20日板野郡堀江村高畑へ移転 （板東池谷間2.1キロ池谷阿波市場間1.6キロ） |
| 市場                  | 2.0            | 同郡同村市場       | 1916年7月1日  | 国有化後阿波市場1971年4月1日廃止                                               |
| 勝瑞                  | 1.2            | 同郡住吉村勝瑞     | 1916年7月1日  | 1957年移転                                                                     |
| 吉成                  | 1.2            | 同郡應神村吉成     | 1916年7月1日  |                                                                                |
| 中原                  | 1.6            | 同郡同村中原       | 1916年7月1日  | 国有化後阿波中原1935年3月20日廃止                                              |
| 古川                  | 1.2            | 同郡同村古川       | 1916年7月1日  | 1935年3月20日廃止                                                              |
|                       |                |                    |               |                                                                                |
| （池谷）              |                |                    |               |                                                                                |
| 板東                  | 2.4            | 板野郡板東町板東   | 1923年2月15日 |                                                                                |
| 川端                  | 2.3            | 同郡板西町川端     | 1927年7月15日 | 国有化後阿波川端                                                               |
| 阿波大寺              | 1.8            | 同郡板西町大寺     | 1923年2月15日 | 国有化後板西→板野                                                              |
| 犬伏                  | 1.3            | 同郡松坂村犬伏     | 1923年2月15日 | 1972年1月16日廃止                                                              |
| 羅漢                  | 2.0            | 同郡同村矢武       | 1923年2月15日 | 1972年1月16日廃止                                                              |
| 神宅                  | 1.7            | 同郡大山村神宅     | 1923年2月15日 | 1972年1月16日廃止                                                              |
| 鍛冶屋原              | 1.9            | 同郡松島村鍛冶屋原 | 1923年2月15日 | 1972年1月16日廃止                                                              |

- 駅間距離、所在地は鉄道停車場一覧. 昭和9年12月15日現在（国立国会図書館デジタルコレクション）より

## 輸送・収支実績
| 年度 | 輸送人員（人） | 貨物量（トン） | 営業収入（円） | 営業費（円） | 営業益金（円） | その他益金（円）                                 | その他損金（円）                        | 支払利子（円） | 政府補助金（円） |
| ---- | -------------- | -------------- | -------------- | ------------ | -------------- | ------------------------------------------------ | --------------------------------------- | -------------- | ---------------- |
| 1916 | 159,154        | 1,159          | 19,105         | 19,857       | ▲ 752          | 連絡船益金1,354                                  | 検査改算減額7,820                       | 16,689         | 20,211           |
| 1917 | 261,026        | 2,266          | 33,892         | 27,580       | 6,312          | 船舶及自動車業益金 1,906                         |                                         | 21,712         | 23,384           |
| 1918 | 276,652        | 2,571          | 42,507         | 42,126       | 381            | 船舶業海運業及 自動車業益金10,660 建設利子10,912 |                                         | 15,289         | 26,230           |
| 1919 | 340,067        | 3,167          | 54,720         | 49,588       | 5,132          |                                                  | 107                                     | 25,560         | 20,844           |
| 1920 | 332,253        | 2,738          | 63,639         | 60,700       | 2,939          | 連絡輸送業益金6,657                              | 海運業自動車業 汐湯業及石炭業損金36,095 | 16,434         | 23,749           |
| 1921 | 334,822        | 4,485          | 66,337         | 62,517       | 3,820          |                                                  |                                         |                |                  |
| 1922 | 372,938        | 2,983          | 73,654         | 90,022       | ▲ 16,368       |                                                  |                                         |                |                  |
| 1923 | 408,179        | 6,684          | 86,910         | 132,889      | ▲ 45,979       | 運送業其他55,406                                 | 運送業其他116,704                       | 111,801        | 31,431           |
| 1924 | 440,012        | 6,152          | 91,388         | 139,625      | ▲ 48,237       |                                                  | 他事業欠損金20,090 雑損金45             | 115,589        | 31,692           |
| 1925 | 460,545        | 7,592          | 95,453         | 174,140      | ▲ 78,687       | 減資益金及準備金繰入710,481 他事業4,396          | 償却金574,117 雑損140,115               | 161,796        | 83,754           |
| 1926 | 507,085        | 7,472          | 101,413        | 135,471      | ▲ 34,058       | 運送業10,614                                     | 雑損2,878                               | 63,677         | 53,254           |
| 1927 | 522,605        | 19,572         | 108,969        | 106,608      | 2,361          | 連絡運送業10,502                                 | 雑損2,446                               | 39,774         | 45,733           |
| 1928 | 553,450        | 20,062         | 119,367        | 119,611      | ▲ 244          | 運送及自動車業10,027                             | 雑損67                                  | 66,475         | 46,240           |
| 1929 | 572,083        | 19,534         | 119,660        | 108,462      | 11,198         |                                                  | 運送業其他5,500 雑損308                 | 61,694         | 46,162           |
| 1930 | 501,649        | 15,433         | 100,510        | 100,642      | ▲ 132          | 61,888                                           | 運送自動車業15,451 雑損4,690            | 61,888         | 46,075           |
| 1931 | 462,422        | 12,613         | 85,784         | 90,800       | ▲ 5,016        |                                                  | 運送業8,934 雑損3,623                   | 66,135         | 46,337           |
| 1932 | 531,253        | 10,529         | 74,951         | 78,666       | ▲ 3,715        |                                                  | 運送業5,724 雑損2,308                   | 69,353         | 40,824           |
| 1933 | 190,929        | 3,411          | 42,886         | 21,373       | 21,513         | 連絡運送業686                                    | 雑損26,871                              | 10,493         |                  |

- 鉄道院鉄道統計資料、鉄道省鉄道統計資料、鉄道統計資料、鉄道統計各年度版

## 車両

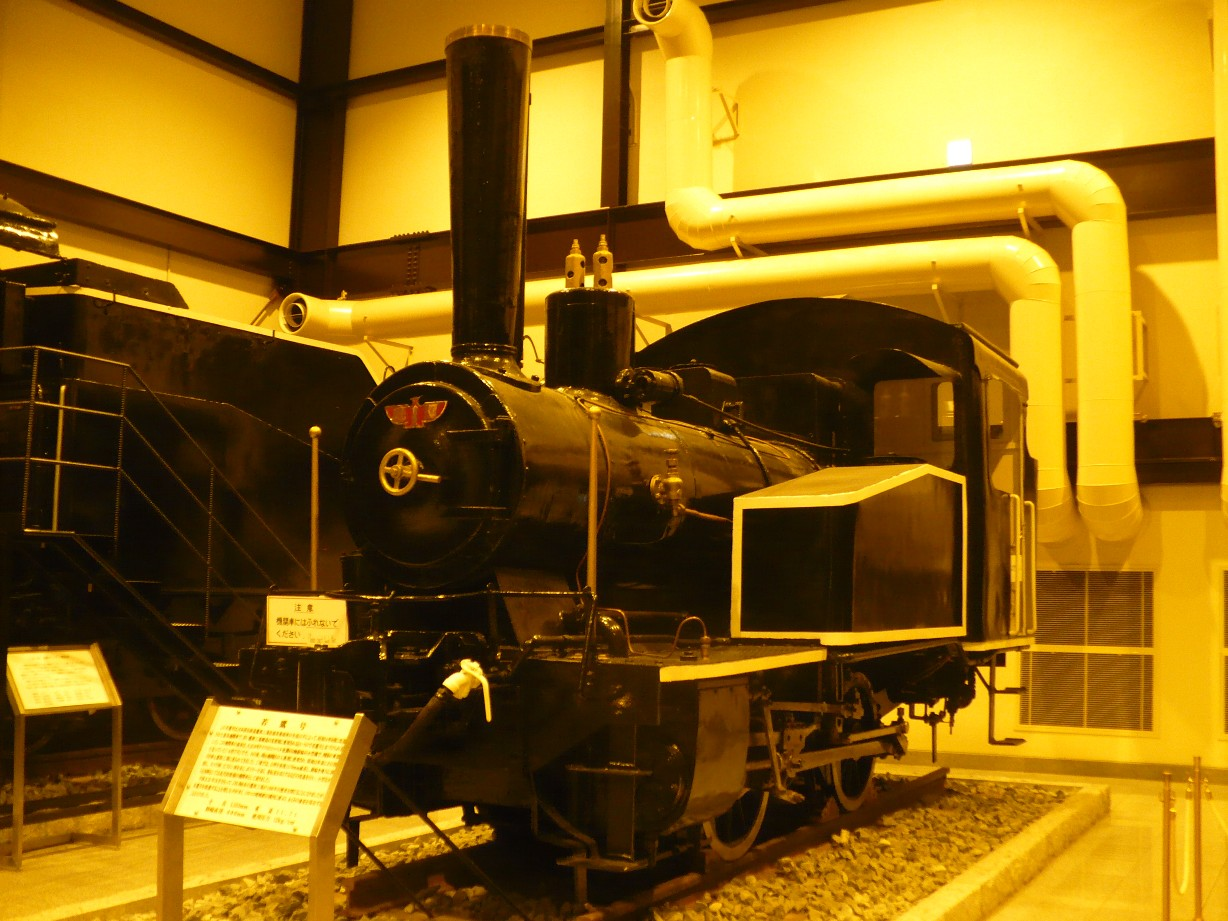
7の後身で大改造された若鷹号

国有化時には機関車7両、客車17両、貨車20両を所有していた。
機関車は開業時に上武鉄道（現：秩父鉄道）より2両を購入したが翌年陸奥鉄道に売却し、かわりに越後鉄道より2両購入。1921年に信濃鉄道より2両、コッペル社より1両を新製。1923年にも1両新製、国鉄より1両払下げされた。
客車は開業した1916年度末（大正5年）に12両（二三等車3、三等車9）、1922年度（大正11年）5両を増備した。1926年（大正15年）に2等を廃止しすべて3等車となった。番号はハ1-5、ハブ6-8、ハ10-12、ハブ13-17。国有化後も改番されなかった。
貨車は国有化時に20両あり、番号はワ1-2、ワブ5、ワ10-14、ワブ15-16、ワ17、ワ18-20、ト3-4、ト6-9国有化後も番号は不変。ワ18-20は中国鉄道より購入したもので自動連結器交換済みであったためねじ式連結器も購入している。
国鉄とは接続していなかったため1925年の自動連結器化の対象外となりねじ式連結器のままであった。
| 使用開始（年度） | 番号    | 前歴      | 国有化後   | 製造年 | 製造所         | 譲渡/廃車 | 備考                                                                                      |
| ---------------- | ------- | --------- | ---------- | ------ | -------------- | --------- | ----------------------------------------------------------------------------------------- |
| 1916             | 1形1    | 上武鉄道4 | -          | 1895   | ボールドウィン | 1917      | 筑豊鉄道25→九州鉄道95→国鉄1012→上武鉄道4 →阿波電気軌道1→陸奥鉄道1→国鉄1650→多摩湖鉄道1650 |
| 1916             | 1形2    | 上武鉄道5 | -          | 1895   | ボールドウィン | 1917      | 筑豊鉄道26→九州鉄道96→国鉄1013→上武鉄道5 →阿波電気軌道2→陸奥鉄道2→国鉄1651→金名鉄道1651   |
| 1916             | 2形3    | 越後鉄道5 | ア2形 3    | 1912   | マッファイ     |           |                                                                                           |
| 1916             | 2形4    | 越後鉄道4 | ア2形 4    | 1912   | マッファイ     |           |                                                                                           |
| 1921             | 3形5    | 信濃鉄道1 | ア3形 5    | 1912   | コッペル       |           |                                                                                           |
| 1921             | 7形6    | 信濃鉄道3 | ア7形 6    | 1912   | コッペル       | （1929）  | 1929年一旦廃車されるも1932年復帰                                                          |
| 1921             | 4形7    | 新製      | ア4形 7    | 1921   | コッペル       |           | トロッコ嵯峨駅に保存                                                                      |
| 1923             | 5形8    | 新製      | ア5形 8    | 1923   | コッペル       |           | 上板線専用                                                                                |
| 1923             | 6形1030 | 国鉄1030  | ア6形 1030 | 1898   | エイボンサイド |           | 中越鉄道4→国鉄1030                                                                        |

### 車両数の変遷
| 年度      | 機関車 | 客車 | 貨車 | 貨車 |
| 年度      | 機関車 | 客車 | 有蓋 | 無蓋 |
| --------- | ------ | ---- | ---- | ---- |
| 1916      | 4      | 12   | 2    | 2    |
| 1917-1920 | 2      | 12   | 3    | 2    |
| 1921      | 5      | 12   | 11   | 6    |
| 1922      | 5      | 17   | 11   | 6    |
| 1923-1926 | 7      | 17   | 11   | 6    |
| 1927-1928 | 7      | 17   | 14   | 6    |
| 1929-1930 | 6      | 17   | 14   | 6    |
| 1931-1932 | 7      | 17   | 14   | 6    |

- 鉄道院鉄道統計資料、鉄道省鉄道統計資料、鉄道統計資料各年度版

## 連絡船
発着場　中原- 助任 - 仁心橋 - 新町橋 - 富田橋
開業直後一時期津田港まで延長。中原- 助任間に徳坊前停船場があった（時期不明）。1924年（大正13年）富田橋発着場廃止
- 大麻丸 定員68人、1916年3月建造、石油発動機4サイクル2気筒14馬力、時速6ノット
- 妙見丸 定員67人、1916年3月建造
- 別宮丸 定員49人、大浜造船所（撫養）、1916年11月建造
- 蛭子丸 定員87人、手塚造船所、1920年11月建造

他に貨物船（船名不明）が1隻
国有化後は吉野川連絡船を参照